# Eretria (città antica)
Eretria (in greco antico: Ἐρέτρια?, Erétria) fu una polis dell'Antica Grecia situata nell'Eubea.

## Storia
Grande centro di produzione e commercio della ceramica fin dall'VIII secolo a.C., lottò invano con Calcide per la supremazia dell'isola, nel corso di un lungo conflitto noto col termine moderno di guerra lelantina, dal nome della piana di Lelanto oggetto di rivendicazioni di entrambe le città.
Nel 499 a.C. supportò con cinque navi la rivolta antipersiana scoppiata a Mileto, città con la quale Eretria aveva avuto stretti rapporti in occasione della guerra lelantina. A causa del supporto offerto ai Milesii e per il fatto che gli Eretriesi, assieme agli Ateniesi, avevano incendiato alcuni quartieri periferici della città di Sardi, i Persiani nel 490 la distrussero e la incendiarono. I suoi abitanti furono invece deportati presso Ardericca, vicino a Susa. Ricostruita, partecipò alle battaglie delle leghe ateniesi dei secoli V e IV a.C.
Fu sede della scuola post-socratica di Elide, qui trasferita da Menedemo. Conservò una sua importanza fin sotto l'Impero romano, poi decadde per l'impaludamento della regione.
A livello archeologico sono riconoscibili le mura della città e del porto. Inoltre ci restano tracce del tempio di Apollo, della fine del VI secolo a.C., distrutto nel 490 a.C. dai Persiani; se ne conserva un frammento scultoreo rappresentante un'amazzonomachia con una figura centrale di Atena (attualmente alla Centrale Montemartini), conservatosi dopo il suo trasferimento a Roma probabilmente in epoca augustea.
Del III secolo a.C. è il teatro, ai piedi dell'acropoli, nelle vicinanze del quale sono anche un tempio, forse di Dioniso, il ginnasio, un santuario di Iside e una necropoli. In essa sono state rinvenute ceramiche del periodo dall'VIII al VI secolo a.C., con ornamentazione geometrica, dette appunto vasi d'Eretria.
Provenienti da Eretria sono anche due kouroi conservati al Museo di Calcide.